# Hillock
Ein Hillock (engl., dt. ‚Hügel‘) bezeichnet in der Halbleitertechnik eine Materialanhäufung oder stachelartige Materialvorsprünge von Metall-Leitungsbahnen. Das Hillock-Wachstum ist das Ergebnis eines Leerstellen-Diffusionsmechanismus, in der Regel durch thermisch induzierte mechanische Spannung der Metallschicht. Hillocks sind ein großes Problem bei Multimetall-Verbindungsstrukturen aus Aluminium, das zu Zuverlässigkeitproblemen oder Ausfall führen kann.
Ähnliche Effekte werden auch bei anderen Materialien als Hillocks bezeichnet.
So können Kupfer-Hillocks in Kupfer-Metallleitungsbahnstrukturen im Rahmen des Damascene- oder Dual-Damascene-Prozesses auftreten, wenn beispielsweise nach der chemisch-mechanischen Planarisierung (CMP) und anschließenden Wärmebehandlung Kupferspitzen aus den Kupfer-Dünnschichten herausragen.

## Entstehung in Aluminium-Leitungsbahnen
Wird ein Schichtstapel aus Aluminium auf einem mit Siliziumdioxid beschichteten Siliziumsubstrat erwärmt, möchte sich das Aluminium aufgrund seines deutlich höheren Wärmeausdehnungskoeffizienten stärker ausdehnen als Silizium (und Siliziumdioxid). Da die Schichten aber gut haftend miteinander verbunden sind, kann sich das Aluminium aber nicht frei ausdehnen. Daher baut sich eine thermisch induzierte mechanische Spannung innerhalb des Schichtstapels und damit auch im Aluminium auf. Wird diese zu groß, z. B. bei Temperaturen ab ca. 300 °C, wird diese Spannung durch das Wachstum von Hillocks an der Oberfläche abgebaut. Dies wird bei Aluminium durch den relativ niedrigen Schmelzpunkt (660 °C) und der daraus resultierenden hohen Diffusionsraten von Leerstellen in Dünnschichten begünstigt.
Andere Materialwanderungsmechanismen wie Elektromigration können die Bildung von Hillocks begünstigen und wird von manchen Autoren auch als Ursache von Hillocks angegeben.

## Auswirkungen
Das größte Problem im Zusammenhang mit Hillocks tritt bei der Herstellung von mikroelektronischen Schaltungen bei Multimetall-Verbindungsstrukturen auf, das heißt, wenn mehr als eine Ebene von Leitungsbahnen genutzt wird. In solchen Strukturen ragen Hillocks einer unteren Leitungsbahnebene heraus. Wird nun ein konformes CVD-Dielektrikum abgeschieden und anschließend mit chemisch-mechanischen Planarisierung (CMP) eingeebnet, so verringert sich lokal die Dicke der dielektrische Zwischenschicht zur darüberliegenden Leitungsbahnebene. Dies führt zu verringerten Durchschlagsfestigkeit oder zu Kurzschlüssen.
Ähnliche Probleme können auch innerhalb einer Leitungsbahnebene auftreten, wenn Aluminium an den Seiten der Metallleitungen herausragen. Im Fall solcher „horizontal Hillocks“ spricht man auch von lateralen Extrusionen.